# Jeanne des Armoises
Jeanne des Armoises († nach 1456) war eine von mehreren Frauen, die sich nach dem Tod von Jeanne d’Arc 1431 als diese ausgaben. Angeblich war sie dem Scheiterhaufen entkommen. Die Geschichte der Jeanne des Armoises ist in einem Dokument beschrieben, das 1686 in Metz aufgefunden wurde: die Chronik des Dechents von St. Thiébault in Metz (Chronique du Doyen de St Thiébault de Metz).

## Leben
Nach der oben genannten Chronik erschien die junge Frau am 20. Mai 1436 in der Gegend von Metz, gab sich als Jeanne la Pucelle aus und nannte sich Claude. Sie wurde von mehreren Bürgern und Adligen der Stadt und vor allem Jeanne d’Arcs anwesenden Brüdern Pierre und Jean du Lys als ihre Schwester identifiziert. Auch von dem Adligen Nicole Louve, der einst in Reims Zeuge der Königssalbung Karls VII. gewesen war, sei sie anhand von Wundnarben und Muttermalen identifiziert worden. Von diesem erhielt Jeanne-Claude ein Pferd und zwei weitere Adlige als Geleit gestellt. Die Metzer-Chronik stellte allerdings in einem späteren Eintrag fest, dass viele Bürger und Adlige der Stadt einer Betrügerin aufgesessen waren.
Gemeinsam mit den Brüdern du Lys ritt Jeanne-Claude bereits am 21. Mai in Vaucouleurs ein, wo sie vermutlich auf Jeanne d’Arcs alten Kampfgefährten Robert de Baudricourt traf. Anschließend verbrachte sie drei Wochen in Marieulles im Haus einer Metzer Adelsfamilie, bevor sie zu einer Wallfahrt zur schwarzen Madonna von Liesse aufbrach. Von dort reiste sie mit den Brüdern du Lys weiter nach Arlon, an den Hof der Herzogin Elisabeth von Luxemburg. Dort trat sie als „ehemalige burgundische Gefangene“ auf, und das, obwohl die Herzogin eben mit dem Herzog von Burgund verbündet war.
Während ihrer Zeit in Arlon wurde Jeanne-Claude in die Investiturfehde um das Erzbistum Trier hineingezogen. Der Sohn des luxemburgischen Seneschalls Ruprecht IV., Graf Ruprecht V. von Virneburg, hatte sich in sie verliebt. Die Virneburgs unterstützten den exkommunizierten Ulrich von Manderscheid als Kandidaten auf das Erzstift Trier gegen den vom Papst und Kaiser anerkannten Erzbischof Raban von Helmstatt. Von den Virneburgs wurde Jeanne-Claude als „Retterin Frankreichs“ an die Spitze eines Söldnerheeres gestellt, mit dem sie am 2. August 1436 in Köln einzog. Zufälligerweise befand sich auch der Großinquisitor Heinrich Kalteisen in der Stadt, der sofort Ermittlungen gegen die vermeintliche Pucelle aufnahm. Wie Johannes Nider in seinem Formicarius berichtet, trug sie Waffen und Rüstung, trank in den Schenken der Stadt Unmengen von Wein und prahlte damit, einen Bischof zu inthronisieren, so wie sie einst dem König von Frankreich auf den Thron verholfen habe. Doch letztlich wurde sie von Kalteisen wegen Zauberei, des Tragens von Männerkleidung und der Unterstützung eines Gebannten ebenfalls mit der Exkommunikation belegt. Sie und Virneburg mussten deshalb am 25. August aus Köln zurück nach Arlon fliehen. Diese Episode trug indirekt dazu bei, dass Herzogin Elisabeth von Luxemburg von ihrem antiburgundisch eingestellten Onkel, Kaiser Sigismund, in Luxemburg faktisch entmachtet wurde.
Jeanne-Claude lebte zunächst weiter bei der Herzogin in Arlon, von wo aus sie eine rege Korrespondenz nach Orléans, Chinon, Vaucouleurs unterhielt und sogar an König Karl VII. persönlich schrieb. Von der Herzogin wurde sie schließlich um den November 1436 mit dem zwanzig Jahre älteren Robert des Armoises, Schlossherr zu Jaulny in Lothringen, verheiratet. Ihr Gemahl war durch eine erste Ehe mit Robert de Baudricourt verschwägert gewesen. In einer notariell beglaubigten Urkunde der Herzogin, die kurz nach der Hochzeit für ein Kaufgeschäft verfasst wurde, wird Jeanne-Claude erstmals offiziell als Jeanne du Lys, pucelle de France bezeichnet. Das Paar zog nach Metz, wo es ein Haus gegenüber der Kirche Saint-Sigolène bewohnte. Vermutlich kämpfte Jeanne-Claude in den Jahren bis 1439 gegen die Engländer in La Rochelle. Jedenfalls hatte der König von Kastilien einen Brief von einer Jungfrau aus Frankreich erhalten, in dem er gebeten wurde, Waffenhilfe für die dort kämpfenden Franzosen zu leisten, die er auch tatsächlich gewährte.
Im Sommer 1439 tauchte Jeanne-Claude in Orléans auf, dessen Bürgerschaft sie als Jeanne d’Arc identifizierte. Zu Ehren des Sieges gegen die Engländer (Belagerung von Orléans) wurde ein großes Fest abgehalten, weiterhin erhielt sie von der Stadt ein Geldgeschenk. Doch schon kurz darauf musste sie die Stadt fluchtartig Richtung Paris verlassen, aber auch dort wurde sie im September 1439 als Betrügerin entlarvt. Sie wurde festgenommen und als „Usurpatorin“ angeklagt. Vor einem öffentlichen Parlement (Gericht) musste sie schließlich gestehen, nicht Jeanne d’Arc zu sein. Aus diesem Prozess ist zu entnehmen, dass Jeanne-Claude mit ihrem Mann zwei Kinder hatte. Offenbar wurde sie nicht bestraft, denn im Jahr 1440 fand sie im Poitou im Söldnerheer des Gilles de Rais, Marschall von Frankreich und früheren Kampfgefährten Jeanne d’Arcs, eine Anstellung als Feldhauptmann. Nachdem de Rais aber noch im selben Jahr hingerichtet wurde, wurde Jeanne-Claude 1441 auf persönlichen Befehl des Königs von ihrem Posten als Feldhauptmann abgelöst. Angeblich erhielt sie anschließend eine Audienz vor König Karl VII., von dem sie in einem persönlichen Gespräch befragt wurde. Dabei konnte sie ihm aber nicht über Vertraulichkeiten Auskunft geben, die der König einst mit Jeanne d’Arc geteilt hatte, worauf Jeanne-Claude erneut ihre falsche Identität eingestehen musste.
Jeanne-Claude hatte wohl erneut keine strafrechtlichen Konsequenzen zu befürchten. Im Jahr 1457 wird sie letztmals genannt, als der „gute König“ René de Anjou ihr einen Schutzbrief ausstellte, der sie vor weiteren gerichtlichen Verfolgungen wegen ihrer Betrügereien schützen sollte.
Ein Louis des Armoises, welcher eines der Kinder von Jeanne-Claude gewesen sein könnte, fiel 1477 in der Schlacht bei Nancy.

## Rezeption
Von geschichtsrevisionistischer Literatur (siehe de Sermoise und Atten) wird Jeanne-Claude des Armoises als echte Jeanne d’Arc identifiziert. Als Beweis ihrer Thesen wird dabei die Identifizierung ihrer Person durch mehrere Bürger von Metz und Orléans und vor allem der Brüder du Lys herangezogen. Von der traditionellen Fachliteratur wird dies hingegen abgewiesen. Vor allem die Konstruktion einer Jeanne-d’Arc-Biographie nach 1431 wird dabei kritisiert, da sich diese auf reine Spekulationen und Vermutungen stützt, wie zum Beispiel eine angeblich hochadlige Herkunft der Jeanne d’Arc, welche ihr das Überleben nach 1431 ermöglicht habe. Die Identifizierung durch die Brüder du Lys wird als Versuch gewertet, aus einem Betrug Profit zu schlagen.
Im Chor der Kirche von Pulligny (Département Meurthe-et-Moselle) befand sich angeblich ein Grabstein, welcher der Dame Jeanne du Lys, pucelle de France gehört habe. Zur Heiligsprechung der Jeanne d’Arc im Jahr 1920 sei er entfernt worden.